# مرسيليائية صفراء مذهبة
مرسيليائية صفراء مذهبة (الاسم العلمي: Massilia lutea) هي نوع من البكتيريا، سلبية الغرام، تتبع المرسيليات.